# Agua Redonda (pera)
Agua Redonda es el nombre de una variedad cultivar de pera europea Pyrus communis. Esta pera está cultivada en la colección de la Estación Experimental Aula Dei (Zaragoza). Esta pera también está cultivada en diversos viveros entre ellos algunos dedicados a conservación de árboles frutales en peligro de desaparición. Esta pera es originaria de la Provincia de Zamora, donde tuvo su mejor época de cultivo comercial en la década de 1960, y actualmente en menor medida aún se encuentra.

## Sinonimia
- "Agua Redonda 1054".[1]

## Historia
'Agua Redonda' está considerada incluida en las variedades locales autóctonas muy antiguas, cuyo cultivo se centraba en comarcas muy definidas. Se caracterizaban por su buena adaptación a sus ecosistemas y podrían tener interés genético en virtud de su adaptación. Se encontraban diseminadas por todas las regiones fruteras españolas, aunque eran especialmente frecuentes en la España húmeda. Estas se podían clasificar en dos subgrupos: de mesa y de cocina (aunque algunas tenían aptitud mixta).
'Agua Redonda' es una variedad clasificada como de mesa, difundido su cultivo en el pasado por los viveros comerciales y cuyo cultivo en la actualidad se ha reducido a huertos familiares y jardines privados.

## Características
El peral de la variedad 'Agua Redonda' tiene un vigor Medio; florece a inicios de mayo; tubo del cáliz en embudo con conducto medio y estrecho, y con pistilos verdes.
La variedad de pera 'Agua Redonda' tiene un fruto de tamaño grande; forma doliforme, asimétrica, y con el contorno irregular; piel semi-ruda, seca, mate; con color de fondo amarillo dorado, presentando punteado espaciado, grande, muy marcado ruginoso-"russeting", aureolado de verde, "russeting" (pardeamiento áspero superficial que presentan algunas variedades) débil; pedúnculo medio, grueso, ligeramente engrosado hacia los extremos, hacia un lado, con una o varias iniciaciones de yema, color verde o verde cobrizo, implantado a flor de piel, cavidad del pedúnculo casi superficial, de forma oblicua, e importancia del "russeting" en cavidad peduncular media; anchura de la cavidad calicina casi superficial, y con el borde liso, "russeting" formando anillos discontinuos alrededor del ojo; ojo muy pequeño, y entreabierto; sépalos coriáceos, arrebujados con las puntas rotas.
Carne de color crema amarillenta; textura mantecosa; sabor muy especial, dulce y aromático, algo astringente; corazón grande, su forma con tendencia elíptica. Eje muy estrecho, generalmente hueco, interior lanoso. Celdillas alargadas, deprimidas, puntiagudas en la base. Semillas pequeñas, globosas o semiglobosas, blanquecinas.
La pera 'Agua Redonda' tiene una época de maduración media y recolección muy tardía en invierno. Se usa como pera de mesa fresca, y en cocina para hacer jaleas.